# Terellia colon
Terellia colon är en tvåvingeart som först beskrevs av Johann Wilhelm Meigen 1826.  Terellia colon ingår i släktet Terellia och familjen borrflugor. Enligt den finländska rödlistan är arten sårbar i Finland. Arten är reproducerande i Sverige. Artens livsmiljö är torra gräsmarker. Inga underarter finns listade i Catalogue of Life.